# Bryan Pelé
Bryan Pelé, né le 25 mars 1992 à Malestroit, est un footballeur français qui évolue au poste de milieu de terrain.

## Biographie

### Carrière en club

#### Formation et débuts au FC Lorient
Bryan Pelé fait ses débuts avec l'équipe réserve du FC Lorient en 2010-2011. Il dispute quatre rencontres lors de cette saison puis s'impose la saison suivante comme titulaire avec la réserve, disputant 23 matchs pour un but inscrit puis, 26 rencontres pour un but marqué en 2012-2013.
Bryan Pelé fait ses premiers pas chez les professionnels en Ligue 1, le 24 août 2013, lors d'un match face à Guingamp au Roudourou. Le 26 octobre 2013, il délivre sa première passe décisive en ligue 1 à destination de son coéquipier Vincent Aboubakar contre le FC Sochaux. Le 21 mars 2014, il est tout proche d'inscrire son premier but chez les pros en fin de match contre le Paris Saint-Germain mais celui-ci est signalé hors-jeu.

#### Transfert au Stade brestois 29
Le 29 janvier 2015, il signe un contrat de 2 ans et demi avec le Stade brestois. Lors de ses 6 premiers mois finistériens, il marque 2 buts dont son premier avec les professionnels le 24 avril 2015, offrant la victoire à son équipe face à Valenciennes, et délivre 2 passes décisives en 17 apparitions.
En avril 2016, il fait partie d'une liste de 58 joueurs sélectionnables en équipe de Bretagne, dévoilée par Raymond Domenech qui en est le nouveau sélectionneur.

#### Départ pour l'ES Troyes AC
Le 24 juin 2017, libre de tout contrat il signe à l'ES Troyes AC fraîchement promu en Ligue 1. Il y restera deux saisons, jouant avec le club, une saison en Ligue 1 et une saison en Ligue 2 pour un total de 60 matchs joués pour 7 buts marqués et 10 passes décisives délivrées.

#### Retour en Bretagne à Guingamp
Le 15 juin 2019, il s'engage avec l'En avant Guingamp, relégué en Domino's Ligue 2. Pour sa première saison dans les Côtes-d'Armor, il évolue principalement au poste d'ailier gauche plutôt que milieu gauche et inscrit 7 buts en 27 matchs, il est le co-meilleur buteur de l'équipe avec l'haïtien Frantzdy Pierrot. Sa seconde saison sera plus compliquée puisqu'il joue seulement 800 minutes, principalement durant la première partie de saison. Replacé au milieu de terrain, il ne marquera qu'un but en 20 matchs joués. À la suite de cette saison, il quitte l'EA Guingamp.

#### Départ à Chypre, à l'AEL Limassol et pause de sa carrière
Le 4 juillet 2021, il prend la direction de la Chypre pour s'engager l'AEL Limassol, où il joue un demi-saison avant de quitter le club et mettre en pause sa carrière de footballeur.

#### Echec de la reprise de sa carrière à l'US Concarneau
Le 9 août 2023, après avoir pris sa retraite sportive et s'être reconverti comme agent immobilier, il reprend sa carrière en signant à l'US Concarneau, club jouant sa première saison en Ligue 2. Cependant, son retour débute très mal puisqu'il se blesse à la cuisse durant le mois d'août. Malgré sa rémission, il rechute à la cuisse au milieu du mois septembre et durant toute la saison et finalement, il n'aura joué aucune minute avec les Thoniers en Ligue 2.

## Statistiques
| Saison                | Club                  | Championnat           | Championnat | Championnat | Championnat | Coupe nationale | Coupe nationale | Coupe nationale | Coupe de la Ligue | Coupe de la Ligue | Coupe de la Ligue | Compétition(s) continentale(s) | Compétition(s) continentale(s) | Compétition(s) continentale(s) | Compétition(s) continentale(s) | Barrages d'accession | Barrages d'accession | Barrages d'accession | Total | Total | Total |
| Saison                | Club                  | Division              | M.          | B.          | P.d.        | M.              | B.              | P.d.            | M.                | B.                | P.d.              | Comp.                          | M.                             | B.                             | P.d.                           | M.                   | B.                   | P.d.                 | M.    | B.    | P.d.  |
| 2013-2014             | FC Lorient            | Ligue 1               | 13          | 0           | 3           | 0               | 0               | 0               | 1                 | 0                 | 0                 | -                              | -                              | -                              | -                              | -                    | -                    | -                    | 14    | 0     | 3     |
| 2014                  | FC Lorient            | Ligue 1               | 10          | 0           | 0           | 1               | 0               | 0               | 2                 | 0                 | 0                 | -                              | -                              | -                              | -                              | -                    | -                    | -                    | 13    | 0     | 0     |
| Sous-total            | Sous-total            | Sous-total            | 23          | 0           | 3           | 1               | 0               | 0               | 3                 | 0                 | 0                 | -                              | 0                              | 0                              | 0                              | 0                    | 0                    | 0                    | 27    | 0     | 3     |
| 2015                  | Stade brestois 29     | Ligue 2               | 16          | 2           | 2           | 1               | 0               | 0               | -                 | -                 | -                 | -                              | -                              | -                              | -                              | -                    | -                    | -                    | 17    | 2     | 2     |
| 2015-2016             | Stade brestois 29     | Ligue 2               | 24          | 5           | 0           | 0               | 0               | 0               | 1                 | 1                 | 0                 | -                              | -                              | -                              | -                              | -                    | -                    | -                    | 25    | 6     | 0     |
| 2016-2017             | Stade brestois 29     | Ligue 2               | 33          | 3           | 6           | 2               | 0               | 0               | 1                 | 0                 | 0                 | -                              | -                              | -                              | -                              | -                    | -                    | -                    | 36    | 3     | 6     |
| Sous-total            | Sous-total            | Sous-total            | 73          | 10          | 8           | 3               | 0               | 0               | 2                 | 1                 | 0                 | -                              | 0                              | 0                              | 0                              | 0                    | 0                    | 0                    | 78    | 11    | 8     |
| 2017-2018             | ES Troyes AC          | Ligue 1               | 31          | 2           | 2           | 2               | 0               | 0               | 1                 | 0                 | 0                 | -                              | -                              | -                              | -                              | -                    | -                    | -                    | 34    | 2     | 2     |
| 2018-2019             | ES Troyes AC          | Ligue 2               | 32          | 5           | 8           | 1               | 0               | 0               | 1                 | 0                 | 2                 | -                              | -                              | -                              | -                              | 1                    | 1                    | 0                    | 35    | 6     | 10    |
| Sous-total            | Sous-total            | Sous-total            | 63          | 7           | 10          | 3               | 0               | 0               | 2                 | 0                 | 2                 | -                              | 0                              | 0                              | 0                              | 1                    | 1                    | 0                    | 69    | 8     | 12    |
| 2019-2020             | EA Guingamp           | Ligue 2               | 27          | 7           | 3           | 1               | 0               | 0               | 1                 | 0                 | 1                 | -                              | -                              | -                              | -                              | -                    | -                    | -                    | 29    | 7     | 4     |
| 2020-2021             | EA Guingamp           | Ligue 2               | 23          | 1           | 1           | 1               | 0               | 0               | -                 | -                 | -                 | -                              | -                              | -                              | -                              | -                    | -                    | -                    | 24    | 1     | 1     |
| Sous-total            | Sous-total            | Sous-total            | 50          | 8           | 4           | 2               | 0               | 0               | 1                 | 0                 | 1                 | -                              | 0                              | 0                              | 0                              | 0                    | 0                    | 0                    | 53    | 8     | 5     |
| 2021-2022             | AEL Limassol          | Protathlima Cyta      | 13          | 0           | 2           | -               | -               | -               | -                 | -                 | -                 | C4                             | 4                              | 0                              | 0                              | -                    | -                    | -                    | 17    | 0     | 2     |
| Sous-total            | Sous-total            | Sous-total            | 13          | 0           | 2           | 0               | 0               | 0               | 0                 | 0                 | 0                 | -                              | 4                              | 0                              | 0                              | 0                    | 0                    | 0                    | 17    | 0     | 2     |
| 2023-2024             | US Concarneau         | Ligue 2               | 0           | 0           | 0           | 0               | 0               | 0               | -                 | -                 | -                 | -                              | -                              | -                              | -                              | -                    | -                    | -                    | 0     | 0     | 0     |
| Sous-total            | Sous-total            | Sous-total            | 0           | 0           | 0           | 0               | 0               | 0               | 0                 | 0                 | 0                 | -                              | 0                              | 0                              | 0                              | 0                    | 0                    | 0                    | 0     | 0     | 0     |
| Total sur la carrière | Total sur la carrière | Total sur la carrière | 222         | 25          | 27          | 9               | 0               | 0               | 8                 | 1                 | 3                 | -                              | 4                              | 0                              | 0                              | 1                    | 1                    | 0                    | 244   | 27    | 30    |